# Torneo de Washington 2014
El Citi Open 2014 es un torneo de tenis. Pertenece al ATP Tour 2014 en la categoría ATP World Tour 500, y al WTA Tour 2014 en la categoría WTA International. El torneo tendrá lugar en la ciudad de Washington, Estados Unidos, desde el 28 de julio hasta el 3 de agosto de 2014, el cual pertenece a un conjunto de torneos que conforman al US Open Series 2014.

## Cabezas de serie

### Individual masculino
| Tenista          | Ranking | Preclasificada |
| Tomáš Berdych    | 5       | 1              |
| Milos Raonic     | 7       | 2              |
| Grigor Dimitrov  | 9       | 3              |
| Kei Nishikori    | 11      | 4              |
| John Isner       | 12      | 5              |
| Richard Gasquet  | 14      | 6              |
| Kevin Anderson   | 17      | 7              |
| Gaël Monfils     | 23      | 8              |
| Feliciano López  | 24      | 9              |
| Dmitry Tursunov  | 30      | 10             |
| Ivo Karlović     | 31      | 11             |
| Santiago Giraldo | 33      | 12             |
| Radek Štěpánek   | 34      | 13             |
| Jérémy Chardy    | 37      | 14             |
| Vasek Pospisil   | 39      | 15             |
| Lleyton Hewitt   | 40      | 16             |

### Individual femenino
| Tenista                   | Ranking | Preclasificada |
| Eugenie Bouchard          | 7       | 1              |
| Lucie Šafářová            | 17      | 2              |
| Yekaterina Makarova       | 20      | 3              |
| Alizé Cornet              | 21      | 4              |
| Sloane Stephens           | 22      | 5              |
| Anastasiya Pavliuchenkova | 24      | 6              |
| Svetlana Kuznetsova       | 26      | 7              |
| Madison Keys              | 27      | 8              |

### Dobles masculinos
| Tenista                      | Ranking | Preclasificada |
| Bob Bryan Mike Bryan         | 2       | 1              |
| Alexander Peya Bruno Soares  | 14      | 2              |
| Daniel Nestor Nenad Zimonjić | 11      | 3              |
| Ivan Dodig Marcelo Melo      | 17      | 4              |

### Dobles femenino
| Tenista                         | Ranking | Preclasificada |
| Cara Black Sania Mirza          | 15      | 1              |
| Shuko Aoyama Gabriela Dabrowski | 129     | 2              |
| Vania King Taylor Townsend      | 183     | 3              |
| Arina Rodionova Olivia Rogowska | 196     | 4              |

## Campeones

### Individual Masculino
Milos Raonic venció a  Vasek Pospisil por 6-1, 6-4

### Individual Femenino
Svetlana Kuznetsova venció a  Kurumi Nara por 6-3, 4-6, 6-4

### Dobles Masculino
Jean-Julien Rojer /  Horia Tecău vencieron a  Samuel Groth /  Leander Paes por 7-5, 6-4 

### Dobles Femenino
Shuko Aoyama /  Gabriela Dabrowski vencieron a  Hiroko Kuwata /  Kurumi Nara por 6-1, 6-2